# Броненосни крайцери тип „Принц Адалберт“
Принц Адалберт (на немски: Prinz Adalbert) са серия броненосни крайцери на Германски императорски военноморски флот от времето на Първата световна война. Усъвършенствана версия на броненосния крайцер „Принц Хайнрих“. Външно напомня броненосния крайцер „Якумо“ – японски крайцер построен в Германия. Проектът получава развитие в крайцерите от типа „Йорк“.

## Конструкция
Корпусът на кораба е разделен на 14 основни водонепроницаеми отсека. Двойното дъно обхваща 60% от дължината на кораба. Корпусът им е изграден по смесената система на монтаж.

### Въоръжение
Въоръжението на кораба се състои от две двуоръдейни куполни артилерийски установки 210-мм скорострелни оръдия С/01 с дължина на ствола 40 калибра, които са поставени на носа и на кърмата по диаметралната плоскост. Ъгълът на вертикалното им насочване е от – 5° до + 30°. Оръдията имат максимална прицелна далечина на стрелбата от 16 300 м, боезапасът за тях е 340 снаряда.
Артилерията на средния калибър се състои от 10 скорострелни оръдия калибър 150 мм/40. Боезапасът им съставлява първоначално 1200 снаряда, по-късно вече е 1500.
Към спомагателната артилерия се отнасят 12 скорострелни оръдия на лафети с вертикална цапфа (централен щоков отвор) тип С/01 с дължина на ствола 35 калибра. Ъгълът на вертикално насочване на 88-мм оръдия се равнява на – 5° + 25°, далечината на прицелния изстрел е 49,1 кабелтови, боезапасът съставлява първоначално 3000 изстрела, впоследствие 1800.
Като въоръжение на десантните партии има 297 винтовки mod. 98 и револвери mod. 79.
Корабът има традиционния за много от корабите на онова време недостатък: долният етаж на централния каземат е разположен прекалено ниско, като неговите оръдия са заливани от водата при умерено вълнение на морето.
Торпедното въоръжение на крайцерите се състои от четири подводни торпедни апарата с калибър 450 мм: един носов, два бордови и едино кърмов с общ боекомплект от 11 торпеда.

### Брониране
Главният брониран пояс е с ширина два метра и се простира по водолинията от минус втория шпангоут до форщевена. Над водата поясът се извисява на 0,7 м. Дебелината на плочите в пределите на цитаделата (шпангоути 21 – 72) съставлява 100 мм, а по краищата 80 мм. Броневите плочи са закрепени върху тик с дебелина 50 мм.
Над пояса се извисява шестоъгълна в разрез и защитена със 100-мм броня цитадела. Над цитаделата се разполага правоъгълен защитен със 100-мм броня каземат. Като цяло, системата на брониране повтаря типа на „Принц Хайнрих“.
Кули на главния калибър: вертикална броня 150 мм, покрив 30 мм.
Кулите на средния калибър имат стени с дебелина 100 мм.
Носовата бойна рубка е бронирана така: стени 150 мм, покрив 30 мм, а кърмовата съответно 20 и 20 мм.
Дебелината на хоризонталната броня на палубата в пределите на цитаделата е 40 мм, скосовете имат дебелина от 50 мм и са плилепени за долния край на пояса. Изън цитаделата палубата и скосовете имат дебелина 80 мм.

### Силова установка
Три 3 цилиндрови парни машини с тройно разширение въртят три гребни винта с различен диаметър: средниият трилопастен е 4,5 м, двата бордови четирилопастни са 4,8 метрови. Нормалният запас въглища е 900 тона, пълният – 1570 тона. Проектната мощност на силовата установка на „Фридри Карл“ е 17 000 к.с., на „Принц Адалберт“ 16 500 к.с. и проектна скорост от 21 възела за „Фридрих Карл“ и 20,5 възела за „Принц Адалберт“. „Принц Адалберт“ на изпитанията надминава проектната мощност, развивайки 17 272 к.с., но показва едва 20,4 възела. „Фридрих Карл“ при мощност от 18 541 к.с. плава едва с 20,5 възлова скорост. По-късно немските корабостроители, със задна дата, докарват проектната скорост до резултатите от изпитанията: за „Принца“ – 20 възела, за „Карл“ −20,5 възела.
Парата се изработва от 14 парни водотръбни котела „Дюр“ (42 огнища) с работно налягане 14,25 атм., разположени в три котелни отделения. Общата повърхност на нагряване съставлява 4600 м². Всяко котелно отделение си има свой комин.
Електроенергията на корабите се осигурява от четири динамомашини с обща мощност 246 кВт, с напрежение 110 волта.

## История на службата
„Принц Адалберт“ (SMS Prinz Adalbert) e заложен през 1900 година, спуснат на вода на 22 юни 1901, постъпва на служба на 12 януари 1904 година.
На 23 октомври 1915 година капитан-лейтенант Гудхард (командир на патрулиращата в Балтийско море английска подводница E-8), забелязва „Принц Адалберт“, придружен от два ескадрени миноносеца движещи се в пролука между две от линиите на немските минни заграждения. Пропускайки миноносците, Гудхард дава залп от разстояние километър. Торпедата уцелват носовите артилерийски погреби. Взривът е толкова силен, че самата подводница е изхвълена от водата. За щастие на подводничарите, миноносците са заети да наблюдават гибелта на крайцера и не ги забелязват. От екипажа на „Принц Адалберт“ оцеляват само трима души. Загиват 672. Това са най-тежките загуби за немския флот от началото на Първата световна война в Балтийско море. Капитан-лейтенант Гудхард за тази атака е награден с Орден Свети Георги IV степен.
„Фридрих Карл“ (SMS Friedrich Carl) е заложен през 1901 г., спуснат на вода на 21 юни 1902 г., постъпва на служба на 12 декември 1903 година.
На 17 ноември 1914 година на 30 мили западно от Клайпеда „Фридрих Карл“ се натъква на руска мина. Командирът решава, че е атакуван от английска подводница и заповядва курс на запад, за да избегне второ попадение от вражески торпеда. 11 минути по-късно, „Фридрих Карл“ се натъква на втора мина. След 5 часа борба за спасяване на кораба, екипажът напуска крайцера. Хората са спасени от крайцера „Аугсбург“, който успява да се добере до мястото на катастрофата. Загиват 8 души от екипажа.

## Оценка на проекта
| Година на залагане                       | 1899                                                  | 1898                                                | 1901                                            | 1898                                              | 1900                                         |
| Година на влизане в строй                | 1903                                                  | 1901                                                | 1903                                            | 1900                                              | 1903                                         |
| Водоизместимост нормална, т              | 9856                                                  | 12 193                                              | 9087                                            | 9906                                              | 7326                                         |
| Пълна, т                                 | ?                                                     |                                                     | 9875                                            | 10 305?                                           | 8238                                         |
| Мощност на ПМ, к.с.                      | 21 800                                                | 21 000                                              | 17 000                                          | 14 500                                            | 16 500                                       |
| Максимална скорост, възела               | 21,5                                                  | 21                                                  | 20,5                                            | 20,75                                             | 20,9                                         |
| Далечина на плаване, мили (на ход, въз.) | 6500(10)                                              | 7200 (10)                                           | 5000 (12)                                       | 4900 (10)                                         | 3900 (10)                                    |
| Брониране, мм                            |                                                       |                                                     |                                                 |                                                   |                                              |
| Тип на бронята                           | СХ                                                    | КС                                                  | КС                                              | КС                                                | СХ                                           |
| Пояс                                     | 150                                                   | 152                                                 | 100                                             | 178                                               | 200                                          |
| Палуба (скосове)                         | 55(45)                                                | 38(38)                                              | 40(50)                                          | 63(63)                                            | 60                                           |
| Кули                                     | 170                                                   | 152                                                 | 150                                             | 152                                               | 150                                          |
| Барбети                                  | 140                                                   | 152                                                 | 150                                             | 152                                               | 150                                          |
| Рубка                                    | 150                                                   | 305                                                 | 150                                             | 356                                               | 160                                          |
| Въоръжение                               | 2×194-мм/40 8×1×164-мм/45 6×100 мм 18×1×47-мм/43 2 ТА | 2×1×234-мм/46,7 12×1×152-мм/45 12×1×76,2-мм/40 2 ТА | 2×2×210-мм/40 10×1×150-мм/40 12×1×88-мм/35 4 ТА | 2×2×203-мм/40 14×1×152-мм/40 12×1×76,2-мм/40 5 ТА | 2×203-мм/45 8×1×152-мм/45 20×1×75-мм/50 2 ТА |

### Коментари към таблицата
1. ↑  За британските и американските кораби в източниците водоизместимостта е дадена в дълги тонове, за това тя е преизчислена в метрични тонове
2. ↑  За петдюймовата и нагоре.